# Le Statut du Tibet de Chine dans l'histoire
Le Statut du Tibet de Chine dans l'histoire est un ouvrage qui présente le point de vue de la république populaire de Chine concernant le statut juridique du Tibet et qui critique ouvertement les interprétations du juriste Michael van Walt van Praag et les analyses de l'homme politique et historien W. D. Shakabpa. Attribué à Wang Jiawei et Nyima Gyaincain, pseudonymes d'un groupe d'auteurs chinois répondant aux noms de Wang Gui, Tang Jiawei, Wu Wei, Xirab Nyima et Yang Gyaincain, le livre a été publié d'abord en chinois et en anglais en 1997, avant de connaître des éditions en français, allemand, espagnol et russe.
Publié à Pékin par la maison d'édition China Intercontinental Press, un organe du Département de la propagande du Comité central du Parti communiste chinois ,l'ouvrage présente la position officielle de la république populaire de Chine sur le statut juridique du Tibet dans l'histoire, à savoir que, sous une forme ou une autre, le Tibet a toujours été une dépendance de la Chine, grosso modo depuis le XIIIe siècle, sous la dynastie Yuan,,.
L'ouvrage est aussi une critique approfondie des interprétations et conclusions de publiées dans The Status of Tibet: History, Rights and Prospects in International Law par Michael van Walt van Praag, le conseiller juridique de Tenzin Gyatso, le 14e dalaï-lama,. 
En outre, il remet en question l'analyse de certains événements historiques importants publiée par l'homme politique et historien tibétain W. D. Shakabpa,.

## Contexte
Si, entre 1911 et 1951, le Tibet a échappé à la tutelle de la république de Chine et a fonctionné comme une entité indépendante de facto, il n'a toutefois pas reçu la reconnaissance internationale de jure que lui aurait valu l'octroi d'un statut juridique indépendant, distinct de celui de la Chine. Le Tibet actuel est reconnu internationalement comme faisant partie de la Chine,. Il n'est pas répertorié dans la liste des pays et territoires à décoloniser publiée en 2008 par l'ONU,  et la Chine n'est pas citée au nombre des puissances administrantes,.  Aucun pays n'a reconnu le gouvernement tibétain en exil comme gouvernement légitime du Tibet.

## Auteurs
Les co-auteurs, Wang Jiawei (王家伟, wáng jiāwěi) et Nyima Gyaincain (tibétain : ཉི་མ་རྒྱལ་མཚན་, Wylie : nyi ma rgyal mtshan ; chinois simplifié : 尼玛坚赞 ; pinyin : nímǎ jiānzàn), sont, selon l'historienne Anne-Sophie Bentz, des historiens chinois. Il s'agit plus précisément de pseudonymes, formés en combinant les noms des cinq rédacteurs donnés dans le post-scriptum de l'ouvrage : Wang Gui, Tang Jiawei, Wu Wei, Xirab (Sherab) Nyima et Yang Gyaincain. Wang Gui s'est chargé des chapitres 8 et 9, Wu Wei des chapitres 1 à 4, Yang Gyaincain des chapitres 5 et 7, Xirab Nyima des chapitres 6 et 12, Tang Jiawei des chapitres 10 et 11 ainsi que des conclusions. Selon le tibétologue Gray Tuttle, ces rédacteurs sont une équipe mixte de chercheurs chinois et tibétains sous la houlette d'un rédacteur chinois. L'un d'eux, Sherab Nyima, est un historien tibétain qui enseigne à l'Université centrale des nationalités à Pékin. 
Trois de ces auteurs sont les mêmes que ceux de Comments on the Historical Status of Tibet, une monographie universitaire de 746 pages publiée en chinois, sous un titre en anglais, par The Nationalities Press en 1995 : « Wang, G., Xiraonima, Tang, J. »,. Cet ouvrage, qui a eu un grand retentissement en Chine, a reçu le prix « Livre d'excellence » en 1996,.
Cette monographie était elle-même tirée d'un opuscule antérieur en chinois, censé être une réponse au livre de Shakabpa, Tibet: A Political History. Traduit en anglais, son titre serait Shakabpa's "Tibet: A Political History" and the True Face of Tibetan History. Cet opuscule, rédigé par une équipe de chercheurs liés au Tibet, avait été publié en 1994 par la Maison d'édition des nationalités à Pékin.

## Éditions
L'ouvrage a été publié en 1997 en chinois, et en tibétain, ainsi qu'en anglais,. Il a été traduit et publié en 2001 en français puis en 2003 en allemand, en espagnol et en russe. Une deuxième édition en français est parue en 2008.

## Publication d'extraits
En 2009, le Washington Institute of Chinese Studies a publié dans sa revue, avec la permission de l'Ambassade de Chine aux États-Unis, l'introduction et huit chapitres du livre en anglais (chaque partie étant précédée d'un résumé), sous les deux pseudonymes, dans les livraisons allant du volume 4, No 1, 2009 au volume 7, No 1, 2012. Le rédacteur en chef de la revue explique cette décision en indiquant qu'il lui a paru opportun d'inaugurer le sommaire par l'histoire du Tibet et de son lien avec la Chine et qu'il est bon que le lecteur ait quelques connaissances du sujet de façon à ne pas tirer des conclusions hâtives dans un sens ou dans l'autre. Il précise toutefois que le lecteur doit être conscient que « cette version de l’histoire est le point de vue chinois publié par le gouvernement chinois », ajoutant que la revue ne dispose pas d'une réfutation ou d'une version tibétaines de cette histoire conflictuelle,.

## Accueil critique
Anne-Sophie Bentz note que Wang Jiawei et Nyima Gyaincain ne font pas mystère de leurs objectifs, déclarant dès l'introduction : « Qui n’apprécie pas les eaux limpides et un ciel clair et bleu ? Ce livre a été compilé afin de permettre aux lecteurs d’être informés clairement du statut souverain de la Chine sur le Tibet au cours de l’histoire, et ce, en faisant se déposer les eaux boueuses et en dissipant le brouillard ».
Pour John Powers, certaines déclarations de l'ouvrage rappellent les écrits des auteurs chinois qui semblent s'être fixé pour but de persuader les lecteurs occidentaux que les revendications tibétaines d'indépendance sont sans fondement et qu'un examen impartial des « faits historiques » révèlera que le Tibet fait partie intégrante de la Chine depuis des temps immémoriaux.
Pour Warren Smith, il s'agit d'une publication de  propagande du gouvernement chinois qui tente d'étayer l'affirmation de la Chine selon laquelle le Tibet est une partie inaliénable de la Chine.
Pour Gray Tuttle, la paternité chinoise et tibétaine de l'ouvrage est une rareté dans le monde des publications chinoises sur le Tibet et indique probablement une tentative de légitimer un effort évident de propagande.
Constatant que Wang et Nyima affirment que leur texte a pour but de réfuter la théorie de l'« indépendance tibétaine » mise en avant dans Tibet: A Political History de W. D. shakabpa et The Status of Tibet de Michael C. van Walt van Praag, Gray Tuttle est d'avis que ces deux ouvrages en langue anglaise sont essentiellement de la propagande à l'instar de celle produite par la RPC : « eux aussi s'efforcent de convaincre le lecteur de la validité d'une certaine perspective historique, souvent en mettant sous le boisseau des éléments pertinents qui vont à l'encontre de leur argumentation, en l'occurrence en faveur de l'indépendance historique du Tibet. En fait, l'historiographie associée à l'affirmation "Le Tibet fait partie de la Chine" et celle associée à la contre-affirmation de l'« indépendance tibétaine » plaquent toutes deux des notions anachroniques d'États-nations et même de droit international sur le passé. ».
L’anthropologue Heidi Fjeld cite un extrait du livre Le Statut du Tibet de Chine dans l'histoire  : « Les jeunes et belles serves devaient souvent « accompagner » les propriétaires de serfs la nuit venue, de sorte que plusieurs étaient obligées de subir l'humiliation de porter des enfants de familles nobles, de servir d'esclaves sexuelles, acte plus barbare que ceux des seigneurs féodaux de l'Europe du Moyen-Âge (...) Alors que la grande majorité des serfs subissaient l'anéantissement, l'oppression et les outrages par les officiels et les nobles, où pouvaient-ils se réfugier pour bénéficier des droits de la personne ? ». Cette publication chinoise poursuit en soutenant que la libération pacifique du Tibet par la Chine a apporté la justice et les droits de l'homme au peuple et lui a donné le pouvoir jusque-là réservé aux « propriétaires réactionnaires de serfs ». Heidi Fjeld ajoute que c'est dans le contexte de cette propagande officielle qui s'en prend à l'ancien système social tibétain et au rôle des familles nobles, qu'elle aborde dans son livre le rôle du milieu familial (kyesa) et les relations entre les milieux familiaux à Lhassa de nos jours.
Robert Barnett mentionne que le chapitre VI de Xirab Nyima comporte une thèse selon laquelle les Britanniques auraient fourni au gouvernement tibétain des informations sur les sympathisants communistes à Lhassa en 1949. Hugh Richardson démentit ces allégations.  Barnett remarque que dans ce même chapitre, Xirab Nyima affirme que lors de l'expédition militaire britannique au Tibet (1903-1904), 280 militaires britanniques ont été tués dans une seule escarmouche et 121 dans une autre, mais cela semble improbable (le nombre de morts côté britannique étant officiellement de 34).

## Anecdote
En janvier 2009, lors de la célébration du 30e anniversaire de la normalisation des relations entre les États-Unis et la Chine, réunissant responsables chinois et américains (notamment l'ancien président américain Jimmy Carter, le diplomate Henry Kissinger, le président chinois Hu Jintao), le New York Times rapporte qu'à la réception qui avait suivi, le gouvernement chinois, pour souligner ses priorités par rapport à celles énoncées par Zbigniew Brzezinski, avait placé sur une table des piles de publications officielles, dont The Historical Status of China's Tibet.